# ان‌جی‌سی ۹۸
ان‌جی‌سی ۹۸ (به انگلیسی: NGC 98) یک کهکشان مارپیچی با قدر ظاهری ۱۲٫۸ است که در صورت فلکی سیمرغ قرار دارد.